# Fikremariam Hagos Tsalim
Fikremariam Hagos Tsalim (ur. 23 października 1970 w Addis Abebie) – etiopski biskup katolicki rytu aleksandryjskiego, ordynariusz eparchii Segheneyti Kościoła katolickiego obrządku erytrejskiego od 2012 roku.

## Życiorys
Święcenia diakonatu przyjął w dniu 21 lutego 1996 roku w ówczesnej eparchii Asmary. W dniu 21 lipca 1996 roku przyjął święcenia kapłańskie. Po święceniach i stażu duszpasterskim w Sembel został sekretarzem biskupim i ekonomem domu biskupiego. Po odbyciu w Rzymie studiów z teologii moralnej objął probostwo w Segheneyti.
W dniu 24 lutego 2012 roku został mianowany przez papieża Benedykta XVI biskupem eparchii Segheneyti. W dniu 20 maja 2012 roku przyjął sakrę biskupią. W dniu 27 maja 2012 roku objął urząd biskupa.